# Seznam slovenskih kegljačev
Seznam pomembnejših slovenskih kegljačev (kegljavcev)

## A
- Milan Amer

## B
- Franc Belcijan
- Silvana Belcijan
- Boris Benedik
- Darko Bizjak

## Č
- Mario Ćulibrk

## E
- Francka Erjavec

## F
- Barbara Fidel
- Anja Forštnarič

## G
- Tanja Gobec
- Mitja Gornik
- Mira Grobelnik
- Leo Grom

## H
- Slavko Hanžekovič
- Matjaž Hočevar - Hoči
- Bogdan Hribar

## I
- Zoran Ilnikar

## J
- Anka Janša
- Timi Jurančič
- Albin Juvančič

## K
- Marika Kardinar-Nagy
- Primož Kastaneto
- Franc Kirbiš
- Evgen Kobal
- Anja Kozmus

## L
- Matej Lepej
- Avgust Likovnik
- Eva Ludvik

## M
- Klemen Mahkovic
- Janja Marinc
- Franc Marinšek
- Vlado Martelanc
- Franc Mlakar
- Nataša Milost

## O
- Marko Oman

## P
- Brankica Pavlović
- Biserka Petak
- Primož Pintarič

## R
- Andreja Razlag
- Silva Razlag
- Brigita Rozina

## S
- Eva Sajko
- Nada Savič
- Rada Savič
- Rajko Starc
- Harry Steržaj
- Miro Steržaj
- Uroš Stoklas
- Brigitte Strelec

## Š
- Jožica Šeško
- Zdravko Štrukelj

## T
- Ljuba Tkalčič
- Jože Turk

## U
- Boris Urbanc
- Tončka Urbanc
- Magda Urh

## V
- Franci Velišček